# اس‌تی‌اس-۱۱۰
اس‌تی‌اس-۱۱۰ (انگلیسی: STS-110) یکی از مأموریت‌های برنامه شاتل‌های فضایی بود که در تاریخ ۸ آوریل ۲۰۰۲ از پایگاه فضایی کندی به مقصد ایستگاه فضایی بین‌المللی پرتاب شد. این مأموریت ده روزه توسط شاتل آتلانتیس انجام گرفت و بخشی از پروژه مونتاژ قطعات ایستگاه فضایی بود. هدف اصلی این مأموریت نصب قطعه S0 Truss بر روی ایستگاه بود.

## نگارخانه

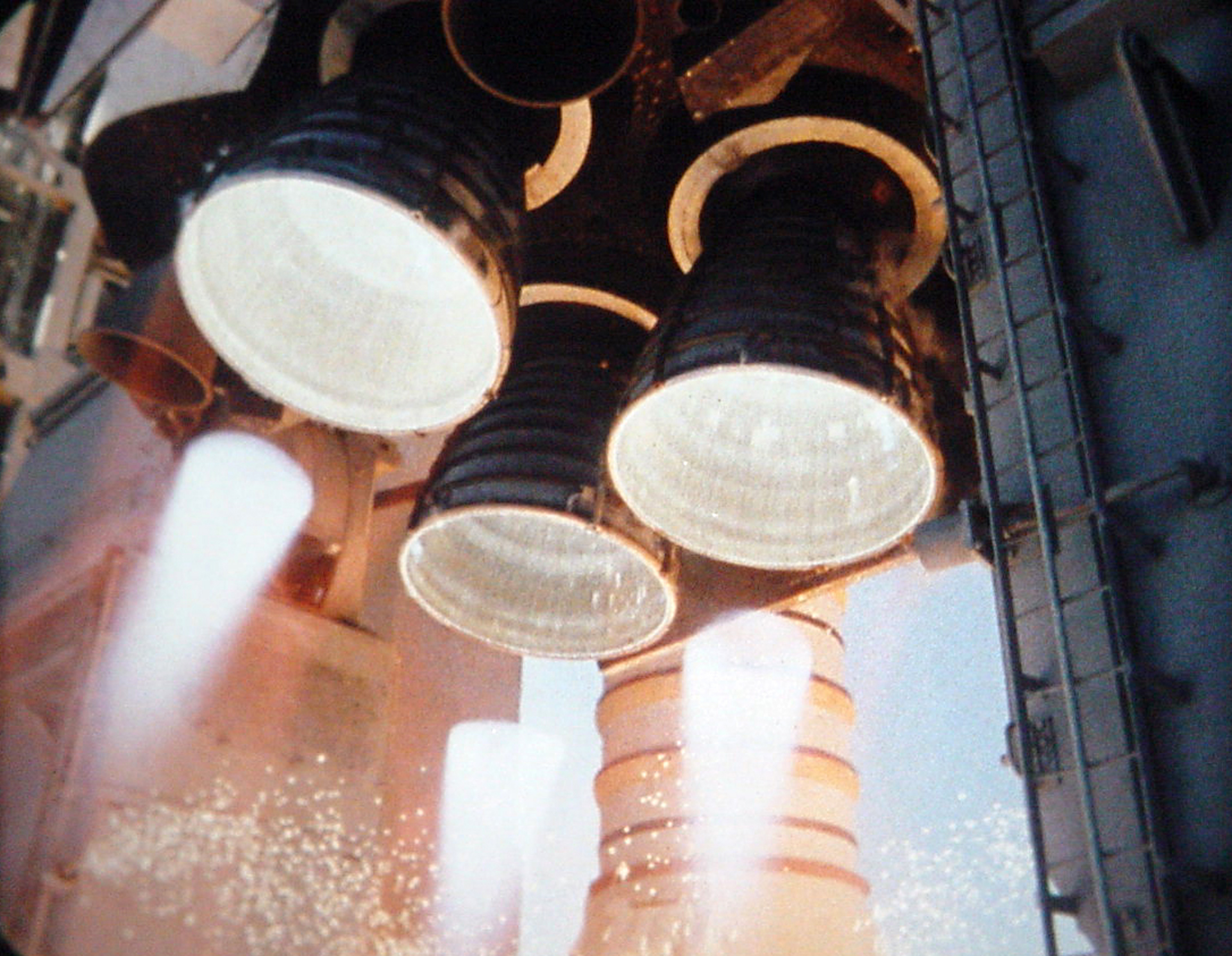
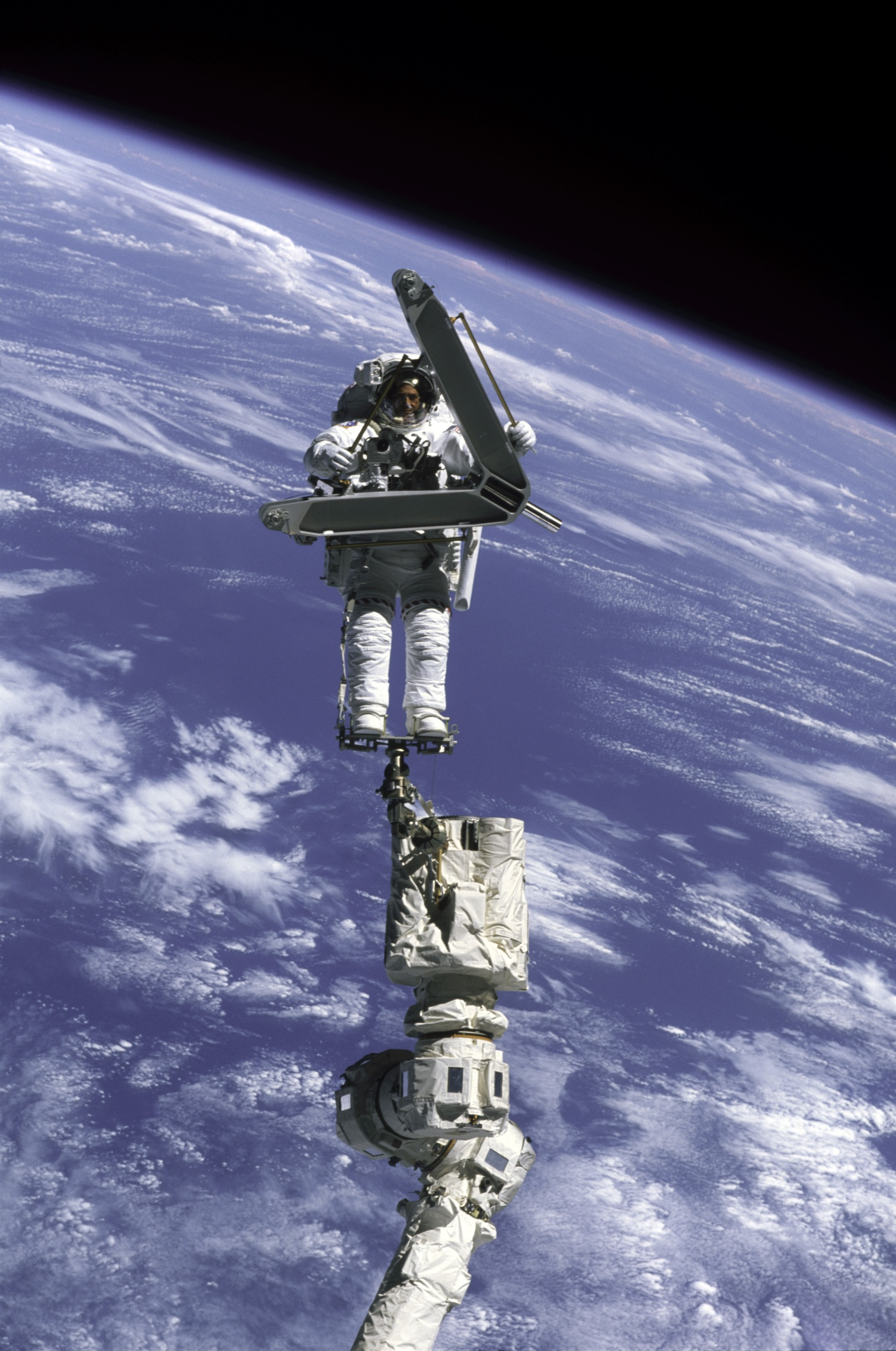
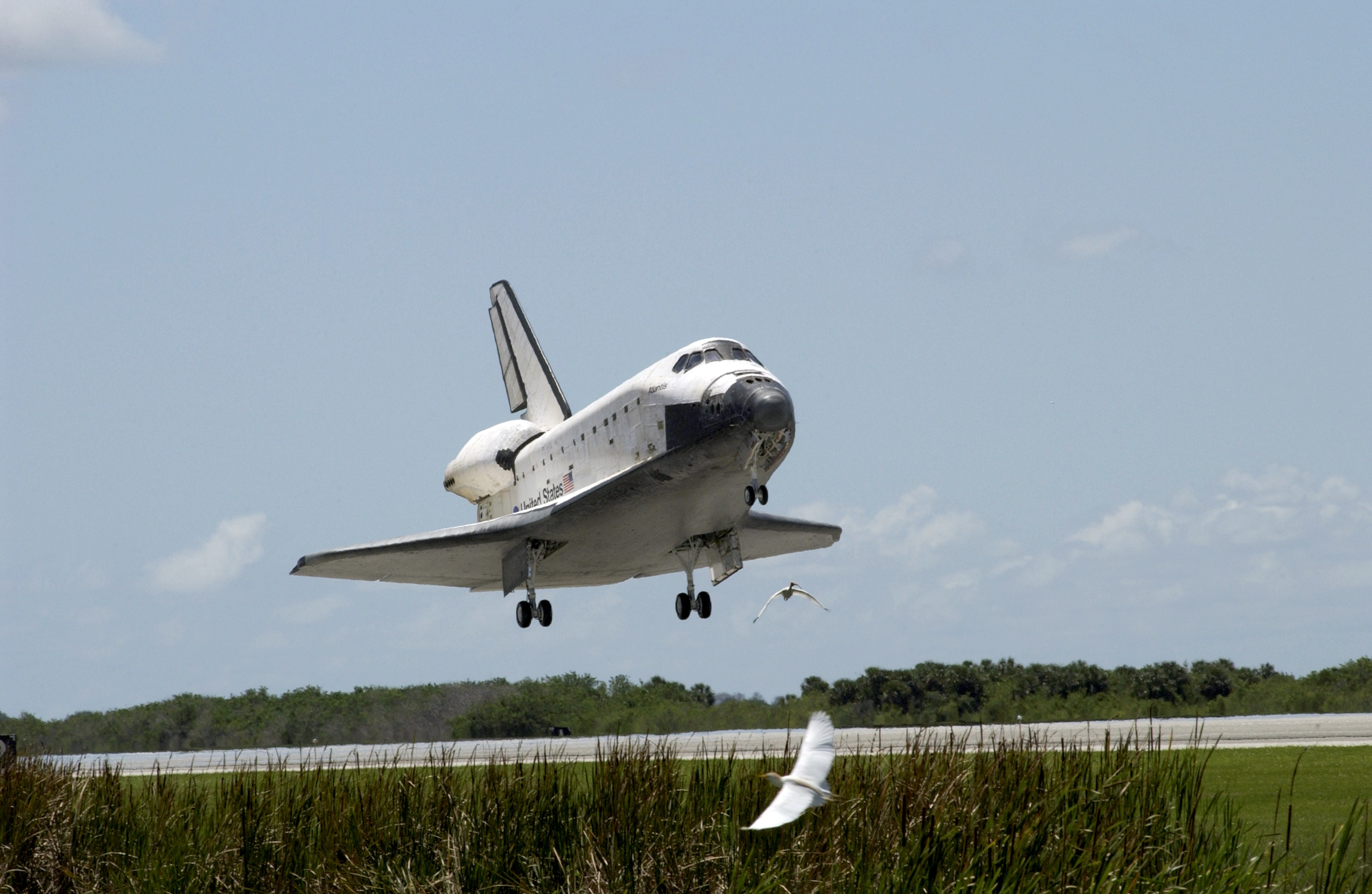